# حزاوينا خليجية
حزاوينا خليجية هو عمل تراثي خليجي من إنتاج تلفزيون البحرين وعرض عليها عام 2016 وقام ببطولته نخبة من نجوم الدراما الخليجية.

## بطولة
- من البحرين
  - أحمد مجلي
  - علي الغرير
  - إبراهيم بحر
  - منيره محمد
  - فوز الشرقاوي
  - جمعان الرويعي
  - سعاد علي
  - أميرة محمد
  - ابتسام عبدالله
  - أحمد مبارك
  - لطيفة مجرن
  - شيماء سبت
  - سعد البوعينين
  - نسرين شريف
  - ابرار سبت
  - خليل الرميثي
  - فاطمة كازروني
  - وغيرهم الكثير
- من الكويت
  - محمد جابر
  - محمد الحملي
  - منى شداد
- من السعودية
  - سعيد قريش
  - سمير الناصر
  - بشير الغنيم
- من قطر
  - غازي حسين
  - صلاح الملا
- من الإمارات
  - مرعي الحليان
  - موسى البقيشي
- من عمان
  - جمعة هيكل
  - شمعة محمد
  - أمينة عبد الرسول